# Josh Hart
Joshua Aaron Hart (Silver Spring, Maryland, 1995. március 6. –) amerikai válogatott kosárlabdázó, a National Basketball Associationben (NBA) szereplő New York Knicks csapatában játszik. Ő tartja a Knicks franchise-rekordját az egyetlen szezonban elért legtöbb tripla dupla tekintetében.
Hart az NBA előtt a Villanovai Egyetem csapatában játszott. Másodévesként a Big East-torna legkiemelkedőbb játékosának választották. Juniorként beválasztották az All-American harmadik csapatba, amikor 2016-ban NCAA-t nyert a Wildcats csapatával. Két szezont játszott a Los Angeles Lakers csapatában, mielőtt 2019-ben elcserélték a New Orleans Pelicanshez az Anthony Davis-csere keretein belül. Hart három szezont játszott a Pelicans színeiben, majd 2022-ben elcserélték a Portland Trail Blazershez, ahonnan 2023-ban szerződött a New York Knicks csapatához.

## Statisztika

### NBA

#### Alapszakasz
| Év        | Csapat                 | JM  | KM  | JP/M  | MG%  | 3P%  | BD%  | LP/M | GP/M | L/M | B/M | P/M  |
| --------- | ---------------------- | --- | --- | ----- | ---- | ---- | ---- | ---- | ---- | --- | --- | ---- |
| 2017–2018 | Los Angeles Lakers     | 63  | 23  | 23,2  | .469 | .396 | .703 | 4,2  | 1,3  | 0,7 | 0,3 | 7,9  |
| 2018–2019 | Los Angeles Lakers     | 67  | 22  | 25,6  | .407 | .336 | .688 | 3,7  | 1,4  | 1,0 | 0,6 | 7,8  |
| 2019–2020 | New Orleans Pelicans   | 65  | 16  | 27,0  | .423 | .342 | .739 | 6,5  | 1,7  | 1,0 | 0,4 | 10,1 |
| 2020–2021 | New Orleans Pelicans   | 47  | 4   | 28,7  | .439 | .326 | .775 | 8,0  | 2,3  | 0,8 | 0,3 | 9,2  |
| 2021–2022 | New Orleans Pelicans   | 41  | 40  | 33,5  | .505 | .323 | .753 | 7,8  | 4,1  | 1,1 | 0,3 | 13,4 |
| 2021–2022 | Portland Trail Blazers | 13  | 13  | 32,1  | .503 | .373 | .772 | 5,4  | 4,3  | 1,2 | 0,2 | 19,9 |
| 2022–2023 | Portland Trail Blazers | 51  | 51  | 33,4  | .504 | .304 | .731 | 8,2  | 3,9  | 1,1 | 0,2 | 9,5  |
| 2022–2023 | New York Knicks        | 25  | 1   | 30,0  | .586 | .519 | .789 | 7,0  | 3,6  | 1,4 | 0,5 | 10,2 |
| 2023–2024 | New York Knicks        | 81  | 42  | 33,4  | .434 | .310 | .791 | 8,3  | 4,1  | 0,9 | 0,3 | 9,4  |
| 2024–2025 | New York Knicks        | 77  | 77  | 37,6* | .525 | .333 | .776 | 9,6  | 5,9  | 1,5 | 0,4 | 13,6 |
| Karrier   | Karrier                | 530 | 289 | 30,4  | .471 | .342 | .753 | 7,0  | 3,2  | 1,0 | 0,3 | 10,3 |

#### Rájátszás
| Év      | Csapat          | JM | KM | JP/M | MG%  | 3P%  | BD%  | LP/M | GP/M | L/M | B/M | P/M  |
| ------- | --------------- | -- | -- | ---- | ---- | ---- | ---- | ---- | ---- | --- | --- | ---- |
| 2023    | New York Knicks | 11 | 5  | 32,1 | .479 | .313 | .636 | 7,4  | 2,2  | 0,8 | 0,3 | 10,4 |
| 2024    | New York Knicks | 13 | 13 | 42,1 | .440 | .373 | .729 | 11,5 | 4,5  | 1,0 | 0,8 | 14,5 |
| Karrier | Karrier         | 24 | 18 | 37,5 | .455 | .352 | .700 | 9,6  | 3,5  | 0,9 | 0,5 | 12,6 |

### Egyetem
| Év        | Csapat             | JM  | KM | JP/M | MG%  | 3P%  | BD%  | LP/M | GP/M | L/M | B/M | P/M  |
| --------- | ------------------ | --- | -- | ---- | ---- | ---- | ---- | ---- | ---- | --- | --- | ---- |
| 2013–2014 | Villanova Wildcats | 34  | 1  | 21,4 | .500 | .313 | .677 | 4,4  | 0,9  | 0,6 | 0,3 | 7,8  |
| 2014–2015 | Villanova Wildcats | 36  | 2  | 25,5 | .515 | .464 | .670 | 4,5  | 1,5  | 1,1 | 0,4 | 10,1 |
| 2015–2016 | Villanova Wildcats | 40  | 39 | 31,4 | .513 | .357 | .752 | 6,8  | 1,9  | 1,2 | 0,3 | 15,5 |
| 2016–2017 | Villanova Wildcats | 36  | 35 | 33,1 | .510 | .404 | .747 | 6,4  | 2,9  | 1,6 | 0,3 | 18,7 |
| Karrier   | Karrier            | 146 | 77 | 28,0 | .511 | .389 | .720 | 5,6  | 1,8  | 1,1 | 0,3 | 13,2 |

## Magánélete
Hartnak van egy Twitch-csatornája, amelyen olyan videójátekokkal játszik, mint a Call of Duty: Modern Warfare.
A Washington Commanders amerikai futballcsapatnak, valamint az angol Premier League-ben szereplő Chelsea-nek a rajongója.
2020 októberében 10 000 dollárt adományozott a Napa-völgyi erdőtüzek segélyakcióira.
Hart felesége Shannon Phillips, akivel 2023 májusában ikerfiaik születtek.  A nagybátyja Elston Howard, a New York Yankees korábbi játékosa.